# Round
Round (en aleuta Imlichin) és una petita illa deshabitada de les illes Krenitzin, un subgrup de les illes Fox de les illes Aleutianes orientals, a l'estat d'Alaska. Es troba uns 800 metres al sud d'Ugamak.